# 舟町 (新宿區)
舟町（日语：／ Funamachi */?）是東京都新宿區的町名。未實施新住居表示。2013年8月1日為止的人口有1,377人。郵遞區號160-0006。

## 地理
位於新宿區東南部。北鄰住吉町，東接荒木町，南連四谷三丁目，西通愛住町。外苑東通穿過町域，北近靖國通、南近新宿通。幹線道路沿沿線各種大樓林立，巷道內多住宅地。

## 歷史
江戶時代為武家地、寺地。初期全勝寺一帶是一片杉林，採伐作為木材「四谷丸太」出售。木材用來製作舟板、因此全勝寺西邊的全德寺到現在新宿通之間的街道稱為舟板橫町。幕末近藤勇養父近藤周齋在此隱居。1872年（明治5年）成立新町，因舟板橫町而命名為四谷舟町。1908年（明治44年）去除冠稱。

### 地名由來
以此地的「舟板橫町」命名。「舟板橫町」則是因為這一帶出產的木材「四谷丸太」主要用來製作舟板而得名。

## 交通
町域内沒有鐵路車站，南部可利用地下鐵丸之內線四谷三丁目站，北部可利用都營新宿線曙橋站。

## 設施
- 西迎寺
- 全勝寺
- 日本防衛裝備工業會

## 備註
1. ↑  『角川日本地名大辞典 13　東京都』、角川書店、1991年再版、P879
2. ↑  .   [2013-08-09]. （原始内容存档于2014-08-19）.

## 外部連結
- 新宿區役所 （页面存档备份，存于）